# Lennox Island 1
Lennox Island 1 är ett reservat i Kanada.   Det ligger i provinsen Prince Edward Island, i den östra delen av landet, 900 km öster om huvudstaden Ottawa.